# Hansestadt Danzig
Le Hansestadt Danzig était un navire à passagers de la compagnie maritime Norddeutscher Lloyd pour la Seedienst Ostpreußen (service maritime de Prusse-Orientale) effectuant les liaisons avec les provinces allemandes de Poméranie entre 1926 et 1939. Construit à Stettin en Poméranie prussienne il est lancé le même jour que son sister-shiple Preußen le 7 mars 1926. En 1939, il est devenu un mouilleur de mines de la Kriegsmarine. Il a coulé en 1941 sur une mine flottante.

## Kriegsmarine

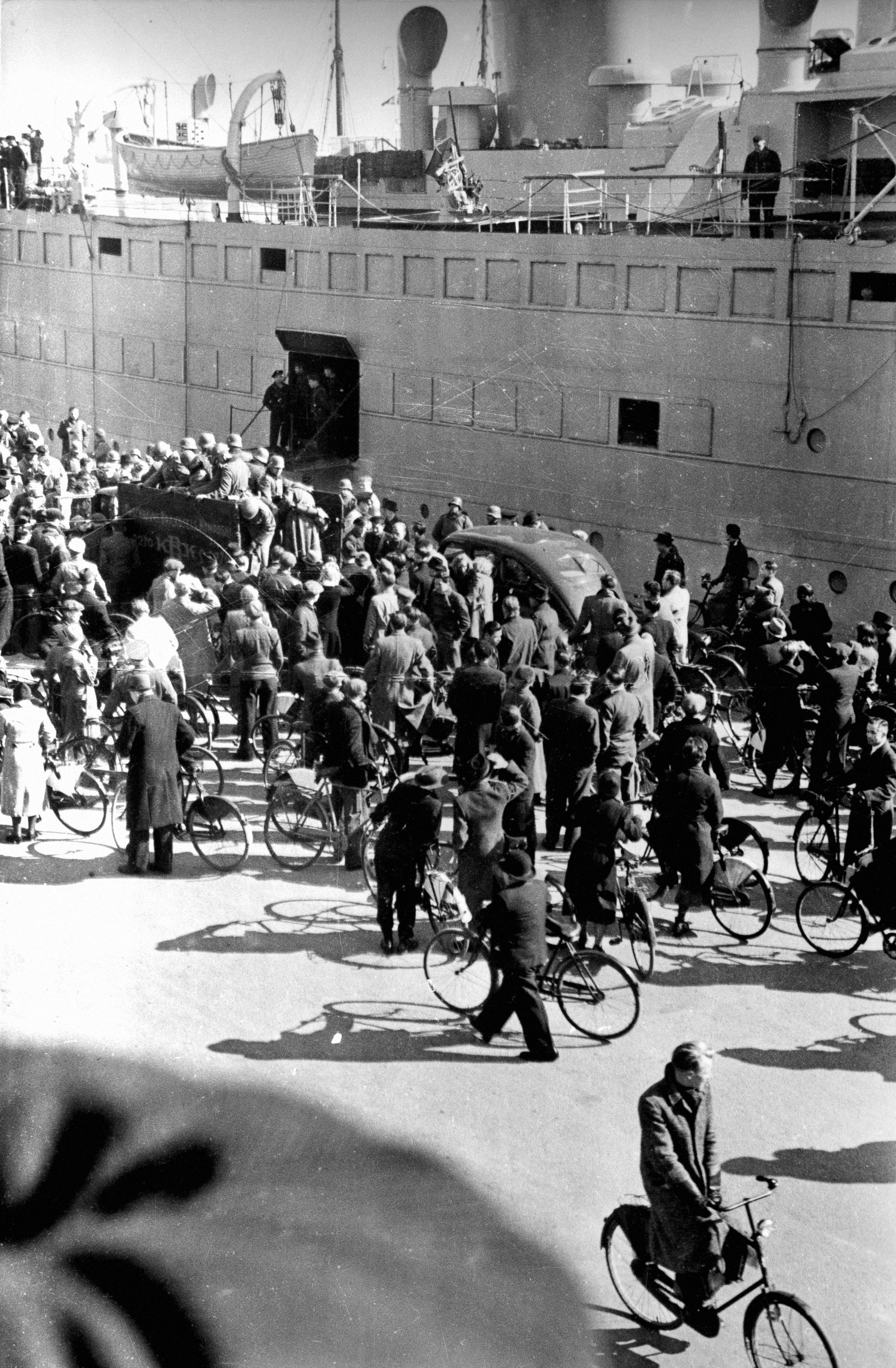
Le Hansestadt Danzig à Copenhage en 1940

Le 7 avril 1940, il a quitté Travemünde, accompagné par le brise-glace Stettin pour accompagner un transport de troupe dans le cadre de l'Opération Weserübung (invasion du Danemark et de la Norvège). la 198e division d'infanterie a été débarquée vers Copenhague le 9 avril. Le lendemain, le 2e bataillon du 308e régiment d'infanterie a débarqué à Rønne et sur l'île de Bornholm. 
En janvier 1941, la Hansestadt Danzig avec d'autres mouilleurs de mines ont effectué la pose du champ de mines Poméranie dans la mer du Nord et en juin 1941, le barrage Apolda en mer Baltique. 
Le 9 juillet 1941, le Hansestadt Danzig coule près du village de Gräsgård (sur l'Île d'Öland) après avoir heurté une mine dans un champ de mines suédois. Le Tannenberg et le Preußen sont également touchés.